# اوکتا فلئورو سیکلوبوتان
اوکتا فلئورو سیکلوبوتان (به انگلیسی: Octafluorocyclobutane) با فرمول شیمیایی C4F8 یک ترکیب شیمیایی با شناسه پاب‌کم 21953576 است. که جرم مولی آن ۲۰۰٫۰۳ گرم بر مول می‌باشد. شکل ظاهری این ترکیب، گاز بی‌رنگ است.